# Pestkreuz Zeutschach

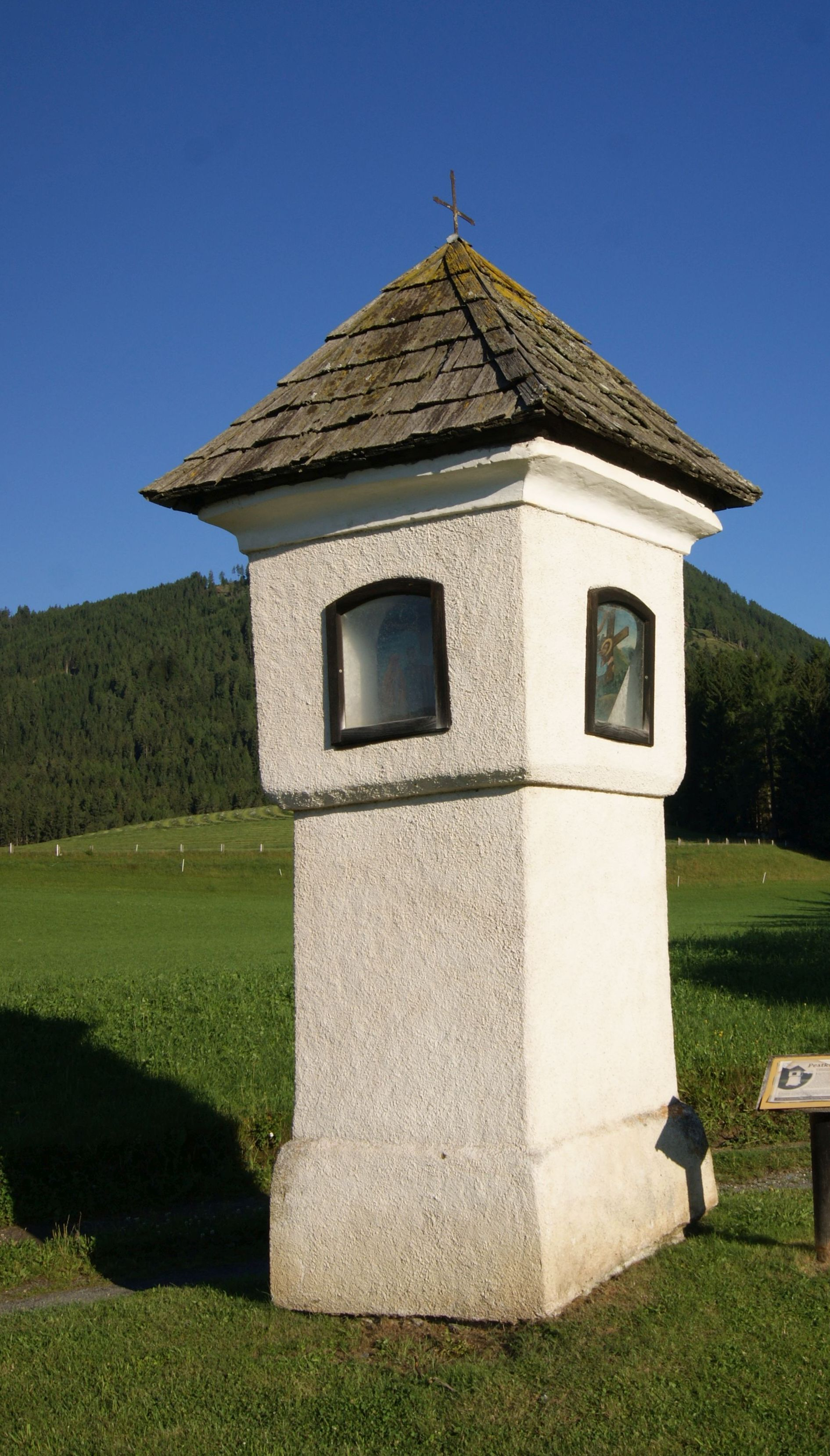
Pestkreuz in Zeutschach

Das Pestkreuz in Zeutschach, Steiermark ist ein rechteckig gemauerter Nischenbildstock und kein spezielles Flurkreuz. Es steht unter Denkmalschutz und wurde als Dreifaltigkeitskreuz vermutlich nach 1716 errichtet. Der gedrungen wirkende Bildstock ist etwa 3 m hoch und steht etwa 100 m vor der Ortseinfahrt von Zeutschach und ist mit Holzschindeln eingedeckt.
1714 bis 1716 ist in der Gegend um Zeutschach das letzte Mal eine Pestepidemie aufgetreten, erreichte Zeutschach jedoch nicht. 1715 wurde zur Vorsorge ein Altar vor der mittelalterlichen Pfarrkirche aufgestellt und ein eigener Pestseelsorger eingestellt. Das Pestkreuz soll als Dank für die Verschonung der Menschen im Ort vor der Pestepidemie errichtet worden sein.
In den vier Nischen des Bildstocks sind Holztafeln mit gemalten Passionsbildern zu sehen, welche die Dornenkrönung, Kreuztragung, Kreuzigung und die Kreuzabnahme von Jesus Christus darstellen.